# Copenhagen Suborbitals

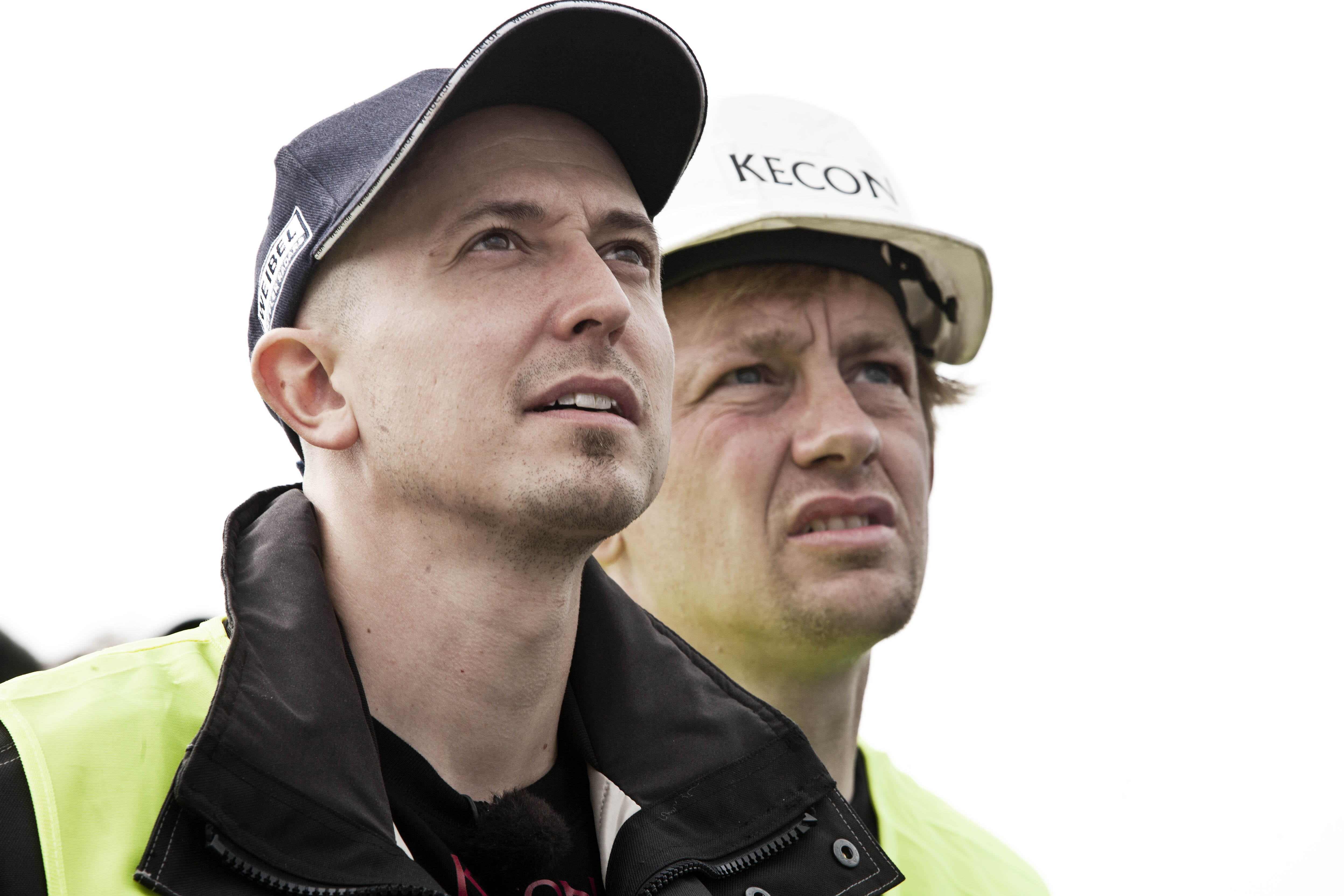
Бенгтсон и Мадсен во время запуска ракеты HEAT-1X

Copenhagen Suborbitals — датская некоммерческая аэрокосмическая организация, построившая и запустившая несколько ракет. Основной целью организации является разработка относительно недорогих форм суборбитальных пилотируемых полётов без участия государства или крупных корпораций. Основана в 2008 году Кристианом фон Бенгтсоном и Петером Мадсеном. В июне 2011 года CS совершили частично успешный пуск одноступенчатой ракеты HEAT-1X с гибридным двигателем, полезной нагрузкой была капсула с манекеном для краш-тестов. Запуск был произведён с морской платформы в Балтийском море, двигатели были выключены по команде с земли на 21 секунде полёта (высота 2.8 км) из-за отклонения ракеты от курса. Кроме HEAT-1X группа разработала ряд других, меньших ракет, для отработки технологий и испытала крупный ЖРД на 6.5 тонн тяги.
Кроме собственно пилотируемого суборбитального запуска, компания ставит своей целью создание аэрокосмического оборудования в соответствии с принципами open source, а также финансирование исключительно за счёт пожертвований частных лиц и спонсорства. Создатели компании стараются использовать максимально простые и общедоступные материалы в своей работе — например, задвижки или шланги, которые можно купить в хозяйственном магазине.
Петер Мадсен отвечает в компании за разработку ракет и стартовой инфраструктуры, Кристиан фон Бенгтсон за разработку пилотируемой капсулы.

## Инфраструктура

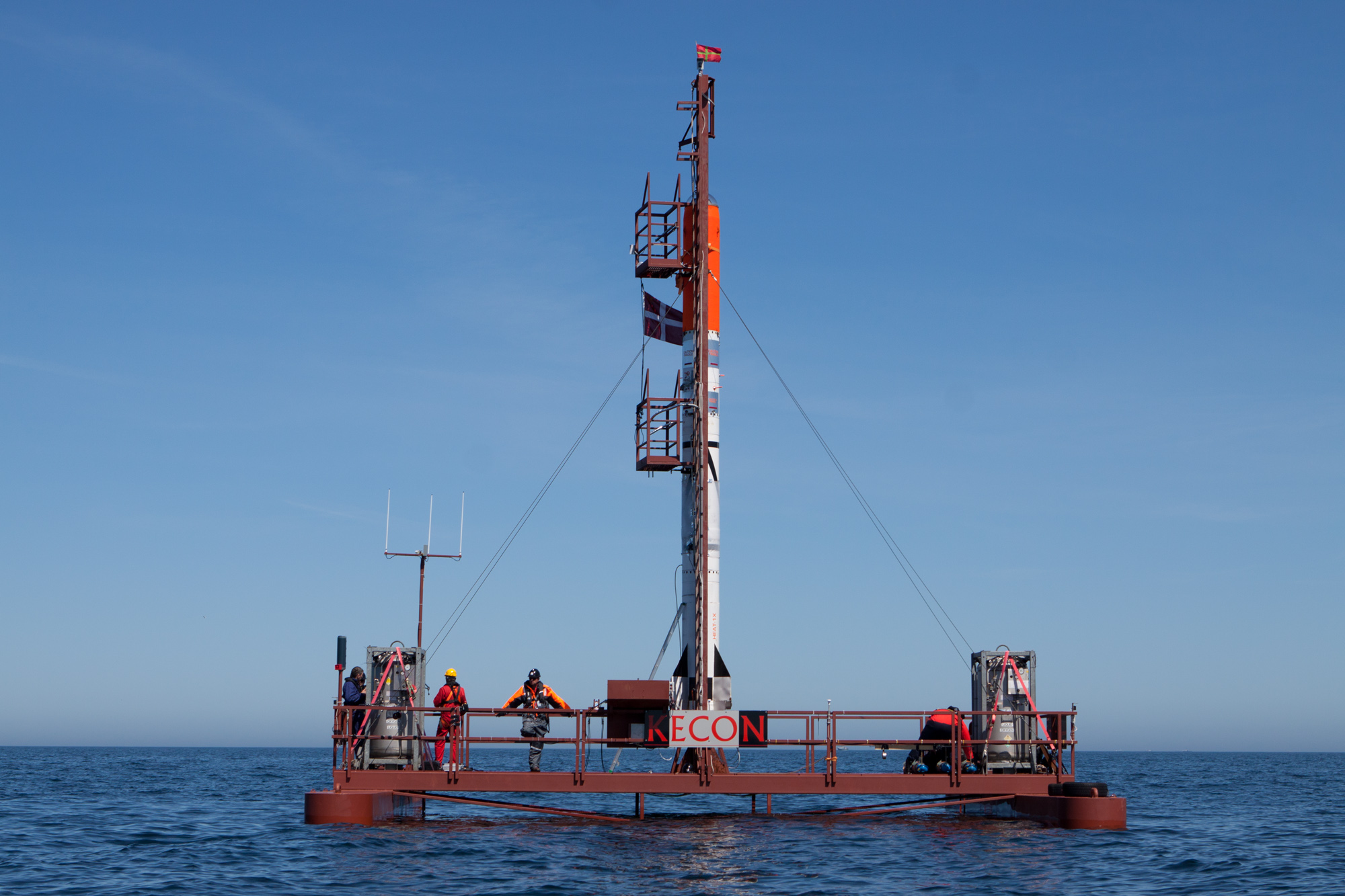
Платформа морского старта «Спутник»

Для всех запусков используется морской старт, так как при морских запусках проще обеспечивать меры безопасности при падении отработанных частей ракет и при возможных авариях. Кроме того, у одного из основателей компании, Питера Мадсена, есть большой опыт в разработке морских судов, в частности до создания Copenhagen Suborbitals им построена крупнейшая частная подводная лодка в мире UC3 Nautilus.
Компанией используется два судна: пусковая платформа «Спутник» и командное судно «Восток-3». Перед запуском вся команда в целях безопасности переходит на «Восток».
Для тестовых пусков двигателей был создан ряд стендов, на данный момент крупнейший из них — VTC3, рассчитанный на планируемую двигательную установку ракеты HEAT-1600 тягой около 25 тонн.
Организация арендует несколько помещений для своей работы.

## Двигатели

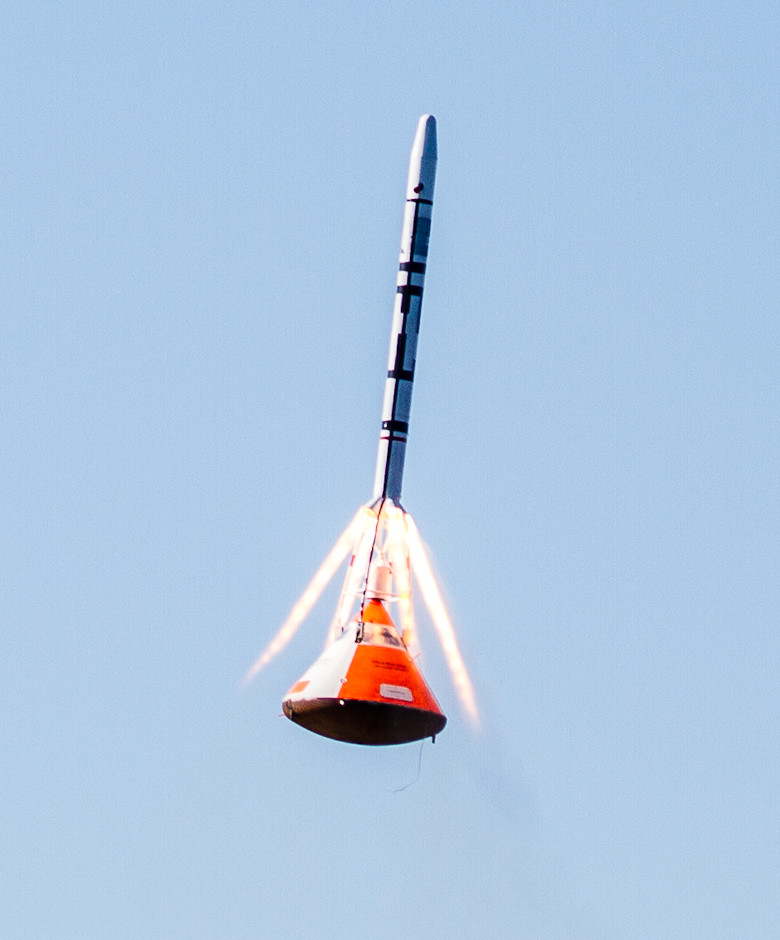
Система аварийного спасения для Tycho Deep Space

Основной разработкой организации в данный момент является ЖРД TM65. Тяга двигателя на уровне моря составляет примерно 65 кН, топливо 75 % раствор этилового спирта, окислитель — жидкий кислород. Двигатель успешно прошёл несколько наземных тестов (в неполном составе, без ТНА, использовалась вытеснительная подача компонентов). В полёте по состоянию на ноябрь 2013 года пока не испытывался. К двигателю создан турбонасосный агрегат, но в данный момент он испытывается отдельно.
Для большой пилотируемой ракеты будет создан либо один мощный двигатель TM 260, либо кластер из четырёх двигателей TM 65.
Кроме этого разработан и испытан ряд меньших двигателей для САС и тестовых запусков.

## Ракеты
Первоначально компанией был испытан ряд небольших ракет, предназначенных для отработки технологии.

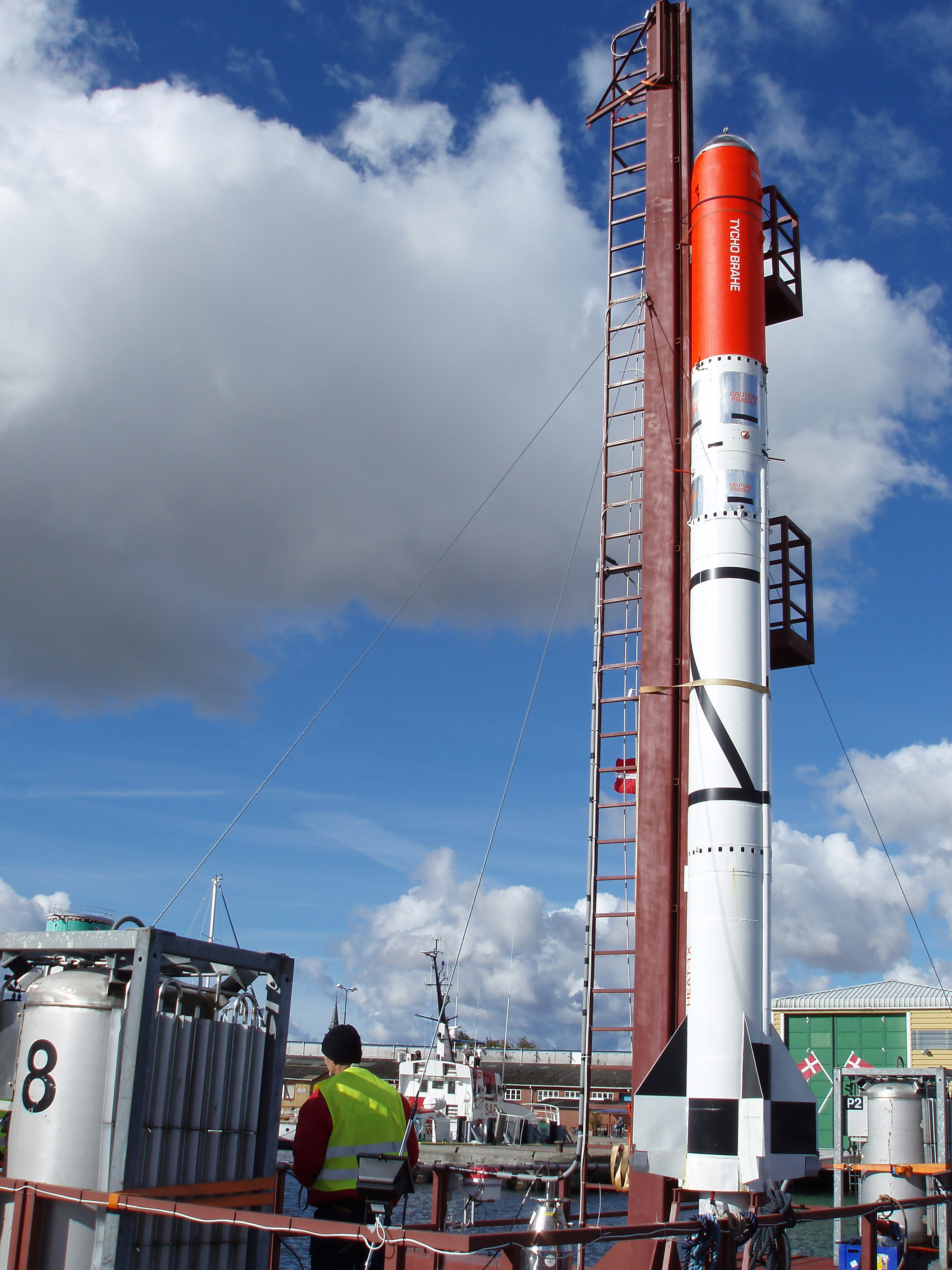
HEAT-1X

Первой крупной ракетой была одноступенчатая ракета HEAT-1X с гибридным ракетным двигателем, окислитель жидкий кислород, горючее полиуретан. Стартовая масса ракеты составляла около 1.5 тонн, система управления отсутствовала. Полезной нагрузкой была капсула Tycho Brahe. Единственный запуск 03.06.2011 был частично успешным, полёт был прерван на 21 секунде по команде на отключение двигателей, поданной с земли, из-за большого отклонения курса ракеты от вертикали. Использовалась для отработки морского старта и в целом технологии строительства больших ракет.
Второй разработкой была двухступенчатая ракета SMARAGD. Двигатель гибридный, стартовая масса около 150 кг. Использовалась для отработки системы телеметрии и разделения ступеней. Частично успешный запуск 27.07.2012, электроника была повреждена сразу после старта, вероятно перегрузками. Разделение ступеней прошло успешно.
Далее последовал запуск ракеты Sapphire. Эта ракета предназначалась для отработки активной системы управления полётом с использованием газовых рулей. Запуск прошёл успешно 23.06.2013.

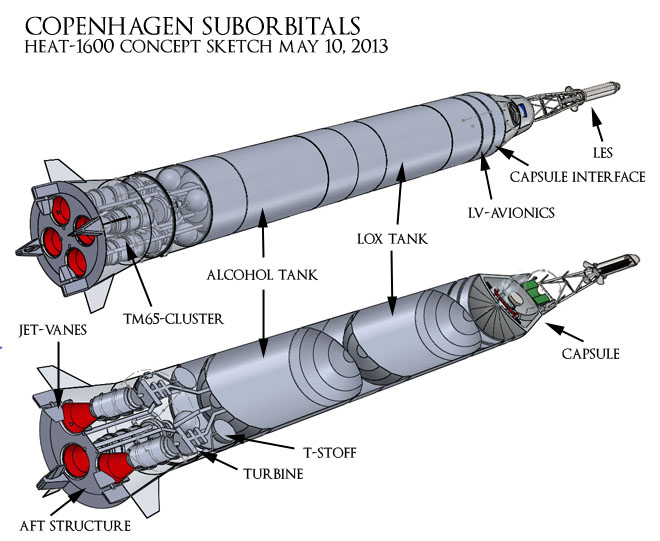
HEAT-1600

В настоящее время разрабатываются несколько ракет. Во-первых это HEAT-2X, предназначенная для отработки двигателя TM65 вместе с турбонасосным агрегатом в полёте. Система управления планируется аналогичная системе управления ракеты Сапфир. Полезной нагрузкой является уменьшенная копия пилотируемой капсулы Tycho Deep Space II под названием TDS-80. В этом пуске планируется превысить линию Кармана — границу космического пространства. Используется для отработки технологий в целом и для изучения процесса входа в атмосферу после суборбитального полёта. Пуск запланирован на лето 2014 года.
Далее планируется пуск ракеты HEAT-1600 LE — одноступенчатая ракета диаметром 1600 мм, аналогичная полноразмерной ракете HEAT-1600, но с одним двигателем TM65. Запуск будет произведён с неполными баками чтобы мощности двигателя хватило на отрыв ракеты от стартового стола. Предназначена для отработки технологии строительства больших ракет, в данный момент строятся баки ракеты.
Финальным вариантом будет ракета HEAT-1600, предназначенная для пилотируемого суборбитального запуска. В качестве двигательной установки будут использованы или 4 двигателя TM65, или один перспективный двигатель TM260.

## Пилотируемые капсулы

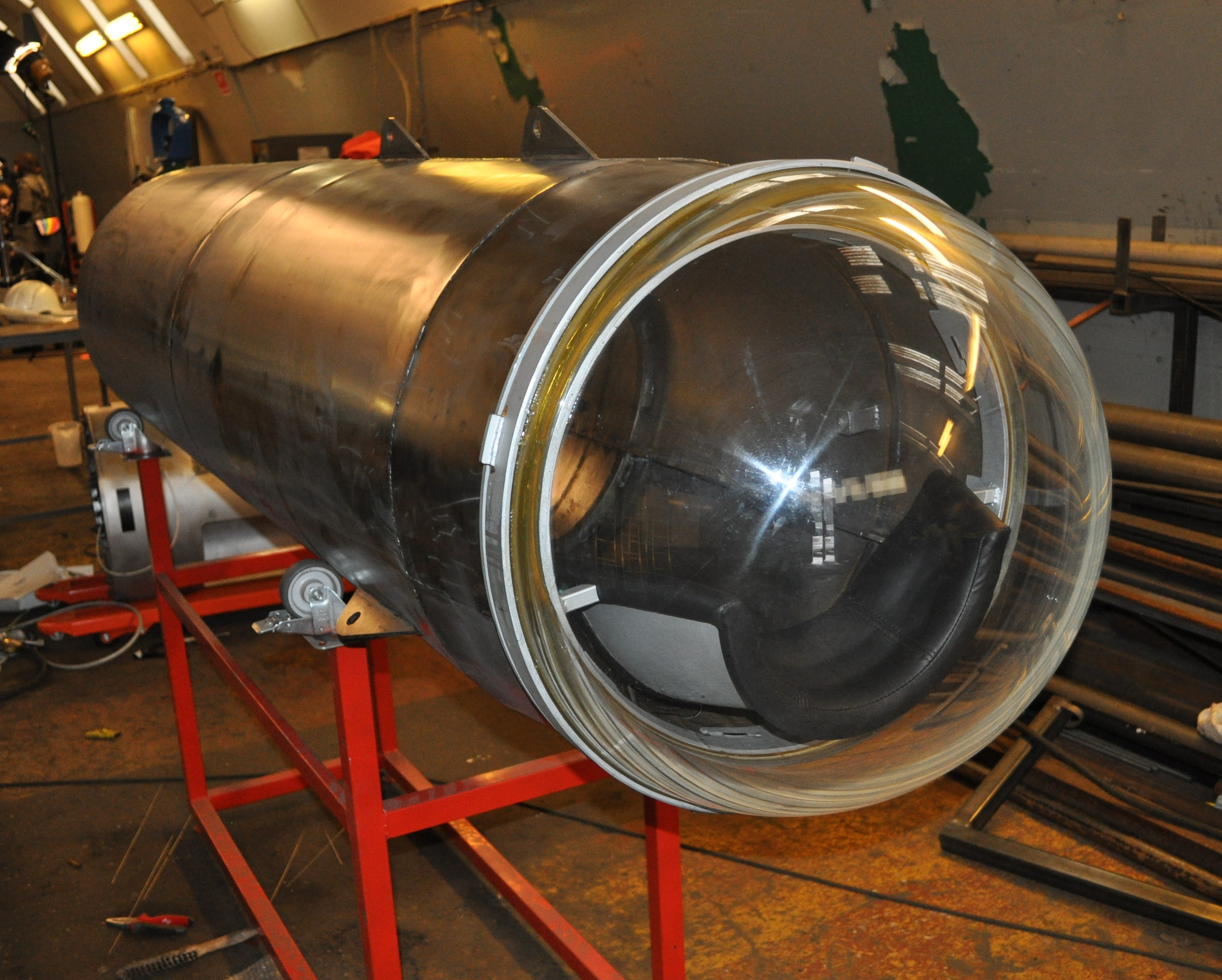
Капсула Tycho Brahe

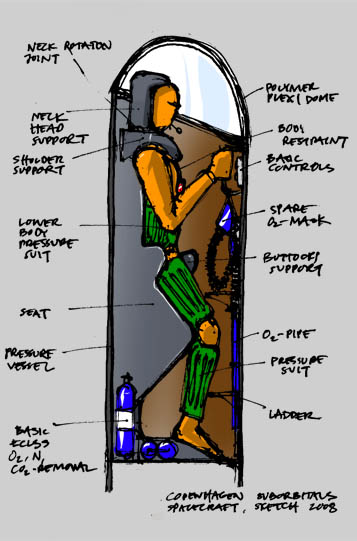
Капсула Tycho Brahe, набросок

Первой разработкой организации была капсула Tycho Brahe, космонавт в ней находился в стоячей позе. Была запущена на ракете HEAT-1X с манекеном для крэш-тестов. В дальнейшем от этой идеи отказались из-за слишком больших перегрузок, действующих на космонавта в неблагоприятном направлении голова-ноги.

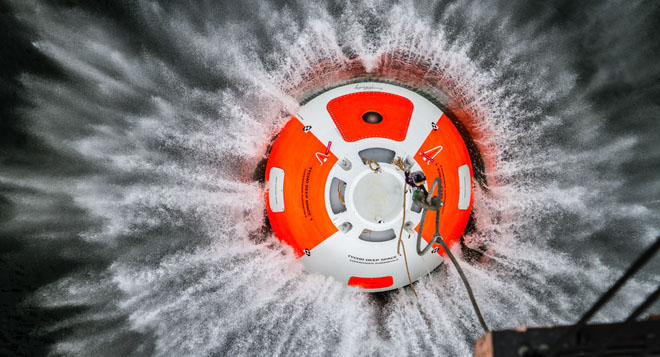
Tycho Deep Space

Вторым вариантом была Tycho Deep Space. Использовалась для отработки технологии в целом, САС, парашютной системы, системы переворота капсулы после приводнения в вертикальное положение (надувные мешки). Эта капсула была запущена 12.08.2012 при отработке системы аварийного спасения. САС отработала нормально, пироболты сработали и отделение от капсулы произошло успешно, но из-за аэродинамической неустойчивости направление полёта отклонилось от вертикали и не была набрана необходимая для открытия парашютов высота. Парашюты вышли, но не успели наполниться, капсула повреждена при ударе об воду.
Третий и текущий вариант — Tycho Deep Space II. Внешне напоминает КК программы Меркурий. Находится в разработке, на данный момент строится её уменьшенная копия TDS 80.

## Скафандр
Для пилотируемого суборбитального полёта организацией разработан самодельный скафандр, предназначенный на случай разгерметизации капсулы на большой высоте. На данный момент он испытан в барокамере и был протестирован в свободном падении в аэродинамической трубе на случай необходимости покидания капсулы из за отказа основного парашюта.

## Группа поддержки
5 октября 2010 года независимая группа энтузиастов основала группу поддержки Copenhagen Suborbitals (CSS). Основной целью этой группы является «экономическая, моральная и практическая поддержка CS в их миссии». В течение двух дней после основания численность CSS достигла 100 человек. 15 ноября 2011 в CSS входило уже 500 членов. На 2 ноября 2013 года в CSS было уже 943 члена
Члены CSS платят небольшой ежемесячный фиксированный членский взнос, все деньги идут на проекты Copenhagen Suborbitals.

## Награды
В 2013 году на церемонии в Куала-Лумпуре компании была вручена награда FAI Breitling Milestone Award Nomination.

Компания Copenhagen Suborbitals достигла выдающихся успехов и сделала большой вклад в развитие космонавтики путём проектирования, строительства и запуска первой в мире любительской полномасштабной космической ракеты с полным компьютерным контролем и управлением — целиком созданной любителями и профинансированной частными пожертвованиями. Результаты были достигнуты из ничего — это потребовало высокого уровня видения, терпения и творчества, организационных и технических навыков в различных областях от компьютерного программирования до экономики и финансов. Такого способа организации работы, разработки и столь полного раскрытия информации ещё не было в истории аэронавтики, и это может дать нам новый путь для путешествия в космос.
Оригинальный текст (англ.)Copenhagen Suborbitals have achieved an outstanding performance and contribution to astronautics by designing, building and launching the world’s first amateur built full size rocket with full computer control and steering – based completely upon amateurs and donations. The results has been achieved from nothing – and this has demanded the highest level of vision, patience, and creativity, organizational and technical skills in different areas from computer programming to economics and funding. The way of thinking, working and the way of sharing information in aeronautics has never been seen before, and can change the way we interact with others and the way we travel in space.